# Klaudia Jedlińska
Klaudia Jedlińska (Belchatów, 9 februari 2000) is een voetbalspeelster uit Polen. Ze speelt als aanvaller voor Dijon FCO in de Division 1 Féminine.

## Clubcarrière
Jedlińska kwam in haar jeugdjaren uit voor SMS Łódz. In 2017 debuteerde ze voor stadsgenoot UKS Łódz in de Ekstraliga. Jedlińska speelde meer dan honderd officiële wedstrijden voor de club. In het seizoen 2022/23 wist ze daarnaast met de club de Poolse beker te winnen. Na afloop van dat seizoen nam Jedlińska afscheid van de club. Ze maakte de overstap naar het Franse Dijon FCO.

## Statistieken
| Seizoen | Club      | Land      | Competitie | Wedstrijden | Doelpunten |
| ------- | --------- | --------- | ---------- | ----------- | ---------- |
| 2023/24 | Dijon FCO | Frankrijk | Division 1 | 18          | 5          |
| 2024/25 | Dijon FCO | Frankrijk | Division 1 | 19          | 10         |
| Totaal  | Totaal    | Totaal    | Totaal     | 37          | 15         |

Bijgewerkt t/m 8 mei 2025.

## Interlandcarrière
Jedlińska maakte haar debuut voor het Poolse nationale team op 13 april 2021 in een 2-4 vriendschappelijke nederlaag tegen Zweden.